# Бердник Громовиця Олександрівна
Громови́ця Олекса́ндрівна Бе́рдник (нар.30 грудня 1973, Київ, СРСР) — українська журналістка, письменниця, дослідниця традиційної культури. Керівниця культурно-мистецьких програм громадської організації «Українська духовна республіка» (заснована Олесем Бердником 1989-го року).

## Життєпис
Народилася Громовиця Бердник у Києві. Потім родина переїхала до села Гребені за 70 км на південь від столиці. Громовиця Бердник — донька письменника-фантаста Олеся Бердника від його другої дружини Валентини Сергіївни Сокоринської (1949 р. н.), відомої в подальшому як майстриня ляльок-мотанок. Ім'я отримала на честь героїні батькового роману «Зоряний корсар».
Громовиця має молодшого брата Радана (1985 р. н.), а також старшу сестру Мирославу (1958 р. н.) від першого шлюбу батька з Людмилою Федосіївною Бердник.
1998 року Громовиця Бердник закінчила Інститут журналістики Київського національного університету імені Тараса Шевченка. Із 1992 по 2000 рік дописувала до видань: «Молодь України», «Дзеркало тижня», «Интересная газета», «Міжнародний туризм» та інших. Пізніше займалася феншуй-дизайном. З 2003 року — медіа-фрилансерка, літераторка та авторка мистецьких проектів.
Після зустрічі та спілкування з «останнім карпатським мольфаром» Михайлом Нечаєм Громовиця написала книгу «Знаки карпатської магії», зробивши Нечая головним героєм твору. Зняла документальний фільм «Михайло Нечай. Мольфар. Музикант. Мислитель».
Громовиця Бердник впорядкувала та видала зібрання «Всесвіт Олеся Бердника» у восьми томах.

## Особисте життя
Громовиця Бердник була у шлюбі 10 років. Розлучена.

## Уподобання
- Улюблений письменник: Ніл Ґейман, Ден Сіммонс, Умберто Еко, Олесь Бердник
- Улюблений часопис: «National Geographic».